# U-484
Unterseeboot 484 foi um submarino alemão do Tipo VIIC, pertencente a Kriegsmarine que atuou durante a Segunda Guerra Mundial.

## Comandantes
| Comandante                 | Data                                          |
| -------------------------- | --------------------------------------------- |
| KrvKpt. Wolf-Axel Schaefer | 19 de janeiro de 1944 - 9 de setembro de 1944 |

## Subordinação
Durante o seu tempo de serviço, esteve subordinado às seguintes flotilhas:
| Período                                     | Flotilha                                  |
| ------------------------------------------- | ----------------------------------------- |
| 19 de janeiro de 1944 - 31 de julho de 1944 | 5. Unterseebootsflottille (treinamento)   |
| 1 de agosto de 1944 - 9 de setembro de 1944 | 3. Unterseebootsflottille (serviço ativo) |